# Stubendorffia
Stubendorffia là chi thực vật có hoa trong họ Cải.